# Maria Isabel da Áustria-Toscana
Maria Isabel Anunciata Joana Josefa Humildade Apolônia Filomena Virgínia Gabriela de Habsburgo-Lorena (em italiano: Maria Isabella Annunziata Giovanna Giuseppa Umiltà Apollonia Filomena Virginia Gabriella d'Asburgo-Lorena; Florença, 21 de maio de 1834  — Lucerna, 14 de julho de 1901), foi Princesa da Toscana, Arquiduquesa da Áustria e, pelo casamento, Princesa das Duas Sicílias e Condessa de Trápani.

## Biografia

### Família
Maria Isabel era filha de Leopoldo II, Grão-duque da Toscana e de sua segunda esposa, a princesa Maria Antonia de Bourbon-Duas Sicílias. Teve como avós paternos Fernando III, Grão-duque da Toscana e Luísa Maria de Bourbon-Duas Sicílias; e como avós maternos o rei Francisco I das Duas Sicílias e Maria Isabel de Espanha. A princesa era trineta de Carlos III de Espanha tanto por via paterna quanto materna, pois seus bisavós Carlos IV de Espanha e Fernando I das Duas Sicílias eram irmãos.

### Casamento e filhos
Casou-se em Florença, em 10 de abril de 1850, com Francisco de Bourbon-Duas Sicílias, conde de Trápani, irmão mais novo de sua mãe e filho do rei Francisco I das Duas Sicílias. O casal teve seis filhos:
- Maria Antonieta (1851-1938), casada com seu primo Afonso de Bourbon-Duas Sicílias.
- Leopoldo (1853-1870).
- Maria Teresa (1855-1865).
- Maria Carolina  (1856-1941), casada com o aristocrata polonês Andrzej Zamoyski.
- Fernando Maria (1857-1859).
- Maria Anunciata (1858-1873).

### Últimos anos
Entre 1860 e 1870, por razões políticas, Maria Isabel e sua família viveram em Roma, sob a proteção do Papa Pio IX. De lá mudaram-se para Paris, onde seu marido faleceu em 1892.
Maria Isabel faleceu em Lucerna, na Suíça, em 14 de julho de 1901, aos sessenta e sete anos. Seu corpo está sepultado no cemitério de Père Lachaise, em Paris.

## Honras
- Espanha: 698.° Dama Nobre da Ordem da Rainha Maria Luísa - .

## Nota
- Este artigo foi inicialmente traduzido, total ou parcialmente, do artigo da Wikipédia em castelhano cujo título é «María Isabel de Toscana», especificamente desta versão.